# Calnev-Pipeline
Die Calnev-Pipeline ist eine unterirdisch verlaufende doppelte Pipeline im Südwesten der USA.

## Beschreibung
Die Calnev-Pipeline verbindet den Raum Los Angeles in Kalifornien mit dem Raum Las Vegas in Nevada und transportiert Mineralölprodukte wie Benzin, Diesel oder Flugzeugtreibstoffe von kalifornischen Raffinerien und Häfen nach Osten. Der westliche Endpunkt liegt in Colton, der östliche nahe der Nellis Air Force Base in North Las Vegas. Lagerkapazitäten befinden sich in Barstow, ebenfalls angeschlossen sind die Edwards Air Force Base sowie der McCarran International Airport in Las Vegas. Die Strecke führt durch die Mojave-Wüste und über den Cajon-Pass.
Die ältere der beiden parallel verlaufenden Pipelines hat einen Durchmesser von 20 cm (8 inch), die jüngere von 36 cm (14 inch). Die Transportkapazität beträgt 20.400 m³ pro Tag. Das Gesamtsystem hat eine Länge von 890 km. Eine dritte Pipeline mit einer Länge von 375 km und einem Durchmesser von 41 cm (16 inch) befindet sich 2012 im Genehmigungsprozess. Die neue Trasse soll weitgehend der bestehenden folgen.

### Pipelinebetrieb

#### Calnev-Pipeline
Die Calnev-Pipeline wird von der Calnev Pipe Line LLC betrieben, einer Tochtergesellschaft von Kinder Morgan Energy Partners. Diese wiederum ist eine Tochtergesellschaft von Kinder Morgan. Die Pipeline transportiert Benzin, Diesel und Flugzeugtreibstoffe von Colton, Kalifornien, zu Terminals in Barstow, Kalifornien, und Las Vegas, Nevada. Sie bedient unter anderem die Nellis Air Force Base und den Harry Reid International Airport in Las Vegas.

#### UNEV-Pipeline
Die UNEV-Pipeline ist eine 425 Meilen (684 km) lange Pipeline, die von Woods Cross, Utah, nach North Las Vegas, Nevada, verläuft. Sie wurde 2012 in Betrieb genommen und wird von der UNEV Pipeline LLC betrieben, einem Joint Venture zwischen der Holly Corporation (75 %) und Sinclair Oil (25 %). Die Pipeline transportiert raffinierte Ölprodukte mit einer aktuellen Kapazität von 60.000 Barrel pro Tag und verfügt über Terminals in Cedar City, Utah, und North Las Vegas, Nevada.

## Zwischenfälle
Am 22. Dezember 1980 trat, vermutlich als Folge von Straßenbauarbeiten, in der Nähe von Las Vegas ein Leck auf. Aus diesem flossen  geschätzt bis zu 380.000 Liter Flugzeugtreibstoff, die sich in der Folge entzündeten. Ein Feuerwehrmann  wurde leicht verletzt.

Am 12. Mai 1989 ereignete sich in San Bernhardino ein Eisenbahnunfall, bei dem sechs Lokomotiven sowie 69 schwer beladene Güterwagen von einem Damm auf den Bereich stürzten, unter dem die Pipeline verläuft. Im Rahmen der Aufräumarbeiten wurde die Pipeline leicht beschädigt, was bei der lediglich visuellen Überprüfung durch die Betreibergesellschaft nicht erkannt wurde. Die Schwächung führte dreizehn Tage später, am 25. Mai, zu einer Explosion, bei der zwei Menschen getötet und elf Häuser zerstört wurden.